# Maraye-en-Othe
Maraye-en-Othe je francouzská obec v departementu Aube v regionu Grand Est. V roce 2012 zde žilo 500 obyvatel.

## Sousední obce
Auxon, Bercenay-en-Othe, Chennegy, Eaux-Puiseaux, Nogent-en-Othe, Saint-Mards-en-Othe, Saint-Phal, Sommeval, Vauchassis, Vosnon

## Vývoj počtu obyvatel
Počet obyvatel